# Mạnh Thản
Mạnh Thản (chữ Hán: 孟坦, bính âm: Meng Tan; ??-200) là nhân vật hư cấu trong tiểu thuyết lịch sử Tam Quốc diễn nghĩa của nhà văn La Quán Trung. Trong tiểu thuyết này, Mạnh Thản là Nha tướng của thái thú Lạc Dương Hàn Phúc và chuyên sử dụng song đao. Mạnh Thản sau bị Quan Vũ giết chết khi đấu tay đôi với ông này sau ba hiệp đấu trong một âm mưu bắt giữ Quan Vũ khi đang tìm đường về với Lưu Bị.

## Câu chuyện

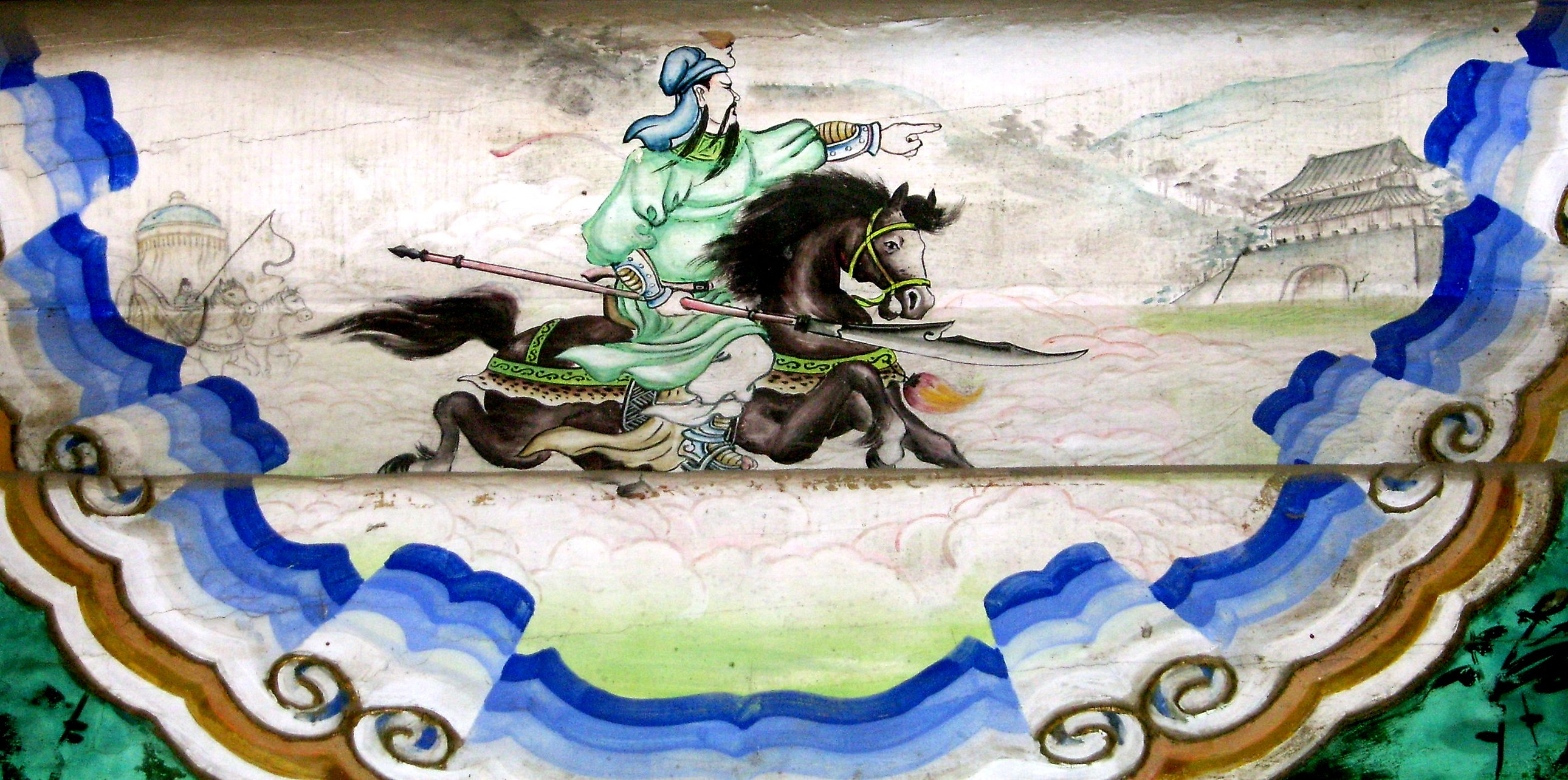
Quan Vũ hộ tống hai vị phu nhân đến cửa ải

Khi Quan Vũ giết được Khổng Tú và vượt qua được cửa ải Đông Lĩnh, tin này cấp báo đến Lạc Dương, Thái thú Hàn Phúc họp bàn với các tướng để lo liệu tình hình. Mạnh Thản đề nghị ý kiến rằng: "Không có giấy tờ của thừa tướng, tất là đi lén lút, nếu không ngăn lại, tất bị tội lỗi". Sau đó Mạnh Thản hiến kế cho Hàn Phúc đối phó với Quan Vũ. Theo đó quân Tào sẽ "Lấy chông chà rào kín cửa quan, đợi khi hắn đến, tôi ra đánh nhau, rồi giả tảng thua chạy, dử cho hắn đuổi theo, ông đứng núp một nơi, lấy tên mà bắn. Nếu bắn ngã ngựa, bắt giải về Hứa Đô, chắc được trọng thưởng".
Theo kế hoạch khi Quan Vũ khiêu chiến, Mạnh Thản cưỡi ngựa ra, múa đôi đao đón đánh. Quan Vũ bảo xa trượng lui lại, rồi tiến lên đánh Mạnh Thản. Đánh được ba hiệp, Mạnh Thản quay ngựa chạy, chỉ mong dụ Quan Vũ đuổi theo để rơi vào bẫy đã giăng sẵn và sẽ bị trúng tên chết nhưng không ngờ ngựa Xích Thố của Quan Vũ chạy nhanh quá, đến ngay sau lưng, Quan Vũ chém một nhát dao, sả Mạnh Thản làm hai đoạn chết tại chỗ.